# Retrato de Ranuccio Farnesio
El Retrato de Ranuccio Farnesio es un óleo sobre lienzo de 90 x 74 cm de Tiziano, de 1542 y conservado en la Galería Nacional de Arte de Washington. Está firmado a la derecha "Titianvs F.".

## Historia
La obra retrata a Ranuccio Farnesio (1530–1565), cuarto hijo del duque de Parma y comandante de las tropas pontificias Pedro Luis Farnesio, a la edad de doce años. Los detalles de su realización son descritos en una carta a su hermano mayor el cardenal Alejandro Farnesio. Fue realizada durante una estancia en Padua del vástago más joven de la poderosa familia Farnesio, destinado a convertirse en cardenal y conocido mecenas. Fue el primero de los retratos realizados por Tiziano para esta familia, al que siguieron muchos otros hasta convertir al artista en el retratista predilecto del mismo papa Paulo III, abuelo de Ranuccio. Fue encargado por el obispo Cornaro como regalo para la madre de Ranuccio, Girolama Orsini.
Inicialmente perteneciente a la colección Farnesio en Roma, fue adquirida por coleccionistas ingleses; en 1949 entró en la colección de Samuel Henry Kress desde cuya fundación fue donado a la Galería Nacional de Arte de Washington.

## Descripción y estilo
Tiziano realizó la obra con aproximadamente cincuenta años, mientras se encontraba en la cumbre de su carrera artística, y considerado uno de los más apreciados retratistas. Anteriormente había realizado retratos no solo de familias patricias venecianas sino también de algunas de las principales familias italianas como los Gonzaga y los De la Rovere, así como del emperador Carlos V. Con esta obra intentaba conquistar el favor de la familia Farnesio, entre las más influyentes de la península ya que a ella pertenecía el entonces papa Paulo III.
El retrato constituye una de las mayores obras maestras de la retratística tizianesca y en general del Alto Renacimiento. Como de costumbre en la obra de Tiziano, se presta gran atención tanto a la dignidad y al rango del retratado, como a su caracterización psicológica. Ranuccio aparece así a media figura y tamaño natural con un refinado jubón de raso rosado y tabardo oscuro, bajo el manto negro con una cruz blanca de la Orden de los Caballeros de Malta en la que acababa de ingresar recientemente. Emergiendo a la luz desde un fondo oscuro, el artista capta la figura de un muchacho sensible a punto de comenzar su vida pública.